# Simangumban Julu
Simangumban Julu is een bestuurslaag in het regentschap Tapanuli Utara van de provincie Noord-Sumatra, Indonesië. Simangumban Julu telt 1954 inwoners (volkstelling 2010).